# Иванов, Семён Александрович
Семён Александрович Иванов — советский хозяйственный, государственный и политический деятель.

## Биография
Родился в 1922 году в селе Аранастах 3-го Бордонского наслега Нюрбинского улуса. Член ВКП(б).
Участник Великой Отечественной войны. С 1946 года — на хозяйственной, общественной и политической работе. В 1946—1975 гг. — консультант по промышленности в аппарате Совета Министров ЯАССР, заместитель министра местной промышленности, министр местной промышленности, председатель исполкома Чурапчинского районного Совета депутатов трудящихся, заместитель министра финансов, председатель Совета Министров Якутской АССР, заместитель директора производственного объединения «Якутзолото».
Избирался депутатом Верховного Совета РСФСР 6-го созыва.